# Rasm al-Ahmar (Aleppo)
Rasm al-Ahmar – wieś w Syrii, w muhafazie Aleppo. W 2004 roku liczyła 1024 mieszkańców.